# Eunápolis
Eunápolis é um município brasileiro no extremo sul do estado da Bahia, na região Nordeste. Localiza-se a 522 km de Salvador, capital do estado, a 1 661 km de Brasília, capital federal e a 55 km de Porto Seguro. Ocupa uma área de 1.425,970 km², limitando-se com os municípios de Itabela, Itagimirim, Itapebi e Guaratinga. As pessoas nascidas neste município são denominadas eunapolitanas. Antes da sua emancipação, Eunápolis era um vilarejo, com rápido crescimento, pertencente aos municípios de Porto Seguro e Santa Cruz Cabrália. Em 12 de maio de 1988, pela força da Lei Estadual 4770/1988, ocorreu a aprovação de um projeto de lei pela Assembleia Legislativa da Bahia, propondo a criação do novo município. Desta forma, Eunápolis deixou de ser um povoado e se tornou cidade.
O nome do município de Eunápolis é uma homenagem ao engenheiro e político Eunápio Peltier de Queiróz (1904–1998), que atuou na desapropriação de terras ao redor do povoado que surgia com a abertura de estradas e integra parte do centro urbano. Antes de receber a denominação "Eunápolis", o local foi conhecido como Ibiapina, Nova Floresta e Quilômetro 64.

## História
Iniciada a partir da finalização da construção do ramal de acesso (hoje BR-367), da cidade de Porto Seguro à picada de locação da BA-2, depois BR-5 e atual BR-101, quando os garimpeiros, como eram chamados os profissionais que construíam estradas usando pás picaretas e galeotas, construíram choupanas para abrigarem-se, esperando pela chegada das empreiteiras que iriam dar continuidade à construção da estrada principal, naquele momento interrompida. Conhecido inicialmente como km 64, que era a distância de Porto Seguro ao entroncamento da futura BA-2, foi também chamado de Nova Floresta e Ibiapina. O vilarejo cresceu bastante, chegando a ser conhecido, já com o topônimo de Eunápolis, como o "Maior Povoado do Mundo". O nome do município é uma homenagem ao engenheiro Eunápio Peltier de Queiróz.

## Educação
Eunápolis conta com 11 centros universitários: Universidade Cruzeiro do Sul, Universidade Estadual da Bahia (UNEB), Unesulbahia (Unesulbahia/FTC), UNOPAR Virtual e presencial, Claretiano – Rede de Educação, Grupo Uninter, Ulbra, UNIME, FAES (Faculdade Espirito Santo), Faculdade Pitágoras,  além do Instituto Federal de Educação, Ciência e Tecnologia da Bahia (IFBA).

## Geografia

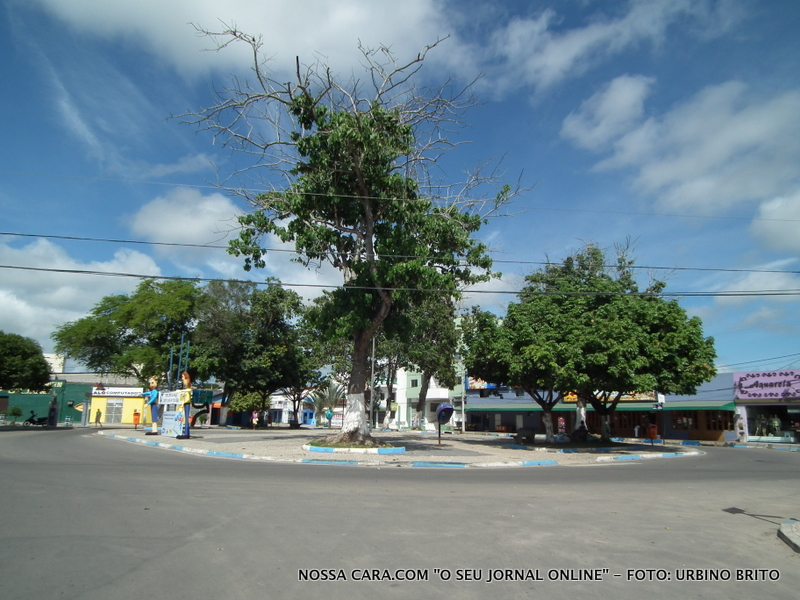
Praça da Bandeira, no centro de Eunápolis

Eunápolis apresenta uma geografia pouco aplainada, com uma paisagem de relevos acompanhada de morros e vales com desnível podendo superar 100 metros em algumas localidades dentro do município. Seu substrato geológico é composto por rocha sedimentar (material brando), argilitos puros a arenosos até arenitos argilosos e lentes esparsas de conglomerados, pertencentes à Formação Barreiras, do período Terciário da era Cenozoica, geologicamente considerados recentes. Seu solo apresenta uma baixa coesão dos constituintes, fazendo com que o terreno seja vulnerável a deslizamentos com a formação de sulcos, ravinas e erosões avançadas. O efeito do escoamento de águas acelera esses processos erosivos.

Paróquia Nossa Senhora Auxiliadora
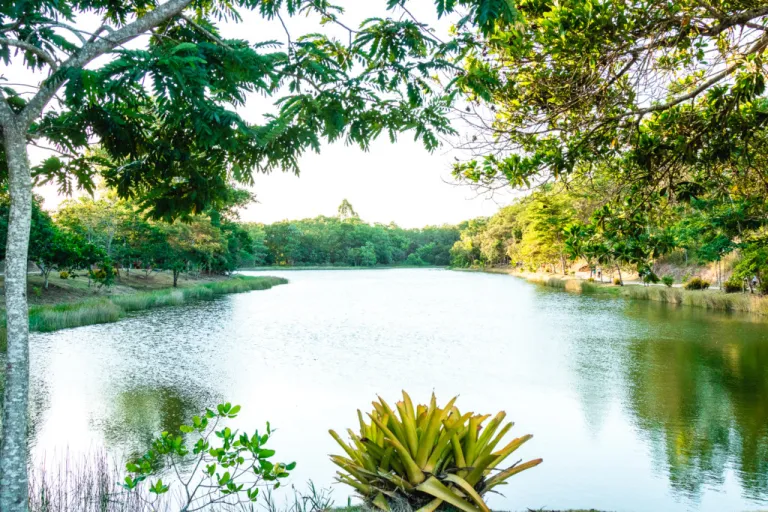
Parque Gravatá
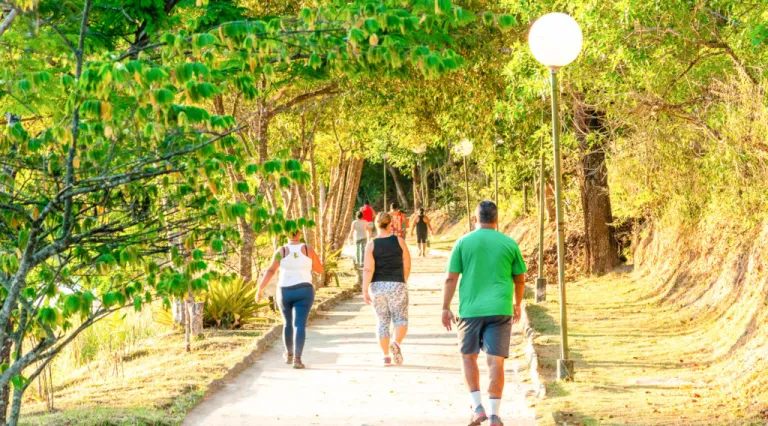
Trilha no Parque Gravatá

#### Hidrografia
Eunápolis é banhada pelo rio Buranhém, também conhecido como rio do Peixe, cuja nascente fica localizada na Serra dos Aimorés, em Santo Antônio do Jacinto, no estado de Minas Gerais, vindo a desembocar na Bahia, no município de Porto Seguro. Tendo seu percurso de aproximadamente 148 km, sendo 128 km desse percurso só no estado da Bahia. Além de abastecer Eunápolis, esse rio abastece também os municípios de Guaratinga e Porto Seguro. O abastecimento de água é realizado pela Empresa Baiana de Águas e Saneamento S.A (EMBASA), uma empresa mista de capital fechado, seu principal acionista é o Governo do Estado da Bahia. A água captada para o abastecimento das residências provém da Bacia do Extremo Sul, do rio Buranhém, sendo uma água de boa qualidade, se enquadrando na classe apropriada para ser tratada e distribuída para o consumo humano.

#### Demografia
A população de Eunápolis de acordo com o censo demográfico de 2010 era de 100.196 pessoas, passando para 113.710 em 2022. Em 2024, sua população estimada é de 120.515 pessoas, saindo da 16° posição, em 2010, para a 14ª posição entre os municípios mais populosos do estado da Bahia. Apresenta uma densidade populacional de 79,74 hab/km².

#### Clima
O clima em Eunápolis é caracterizado como clima tropical. O município está 189 metros acima do nível do mar. As chuvas são mais frequentes no verão do que no inverno. O clima é classificado como Aw segundo a Köppen e Geiger. Em Eunápolis a temperatura média é 23.5 °C e a pluviosidade média anual é 990 mm. Agosto é o mês mais seco com 46 mm, sendo novembro o mês de maior precipitação, com uma média de 142 mm. Julho é o mês que tem a temperatura mais baixa, tendo sua temperatura média de 20.9 °C, e fevereiro é classificado o mês mais quente do ano, com a temperatura média de 25.5 °C.
| Dados climatológicos para Eunápolis | Dados climatológicos para Eunápolis | Dados climatológicos para Eunápolis | Dados climatológicos para Eunápolis | Dados climatológicos para Eunápolis | Dados climatológicos para Eunápolis | Dados climatológicos para Eunápolis | Dados climatológicos para Eunápolis | Dados climatológicos para Eunápolis | Dados climatológicos para Eunápolis | Dados climatológicos para Eunápolis | Dados climatológicos para Eunápolis | Dados climatológicos para Eunápolis | Dados climatológicos para Eunápolis |
| Mês                                 | Jan                                 | Fev                                 | Mar                                 | Abr                                 | Mai                                 | Jun                                 | Jul                                 | Ago                                 | Set                                 | Out                                 | Nov                                 | Dez                                 |                                     |
| ----------------------------------- | ----------------------------------- | ----------------------------------- | ----------------------------------- | ----------------------------------- | ----------------------------------- | ----------------------------------- | ----------------------------------- | ----------------------------------- | ----------------------------------- | ----------------------------------- | ----------------------------------- | ----------------------------------- | ----------------------------------- |
| Temperatura máxima média (°C)       | 29,6                                | 30                                  | 29,8                                | 28,4                                | 26,8                                | 25,5                                | 24,8                                | 25,3                                | 26,8                                | 28,1                                | 28,4                                | 29,4                                |                                     |
| Temperatura média (°C)              | 25,2                                | 25,5                                | 25,3                                | 24,4                                | 23                                  | 21,7                                | 20,9                                | 21,1                                | 22,3                                | 23,5                                | 24,2                                | 25                                  |                                     |
| Temperatura mínima média (°C)       | 22                                  | 22,1                                | 22,2                                | 21,4                                | 20                                  | 18,7                                | 17,8                                | 17,7                                | 18,8                                | 20,2                                | 21,2                                | 21,8                                |                                     |
| Precipitação (mm)                   | 88                                  | 83                                  | 115                                 | 86                                  | 62                                  | 49                                  | 54                                  | 46                                  | 46                                  | 90                                  | 142                                 | 129                                 |                                     |
| Fonte: Climate Data.                |                                     |                                     |                                     |                                     |                                     |                                     |                                     |                                     |                                     |                                     |                                     |                                     |                                     |

## Saúde
Entre os hospitais, destacam-se:
- Hospital Regional de Eunápolis;[29]
- Hospital Dr. José Ramos de Oliveira;
- Hospital das Clínicas de Eunápolis;
- Hospital AMES;
- Bahia Day Hospital.

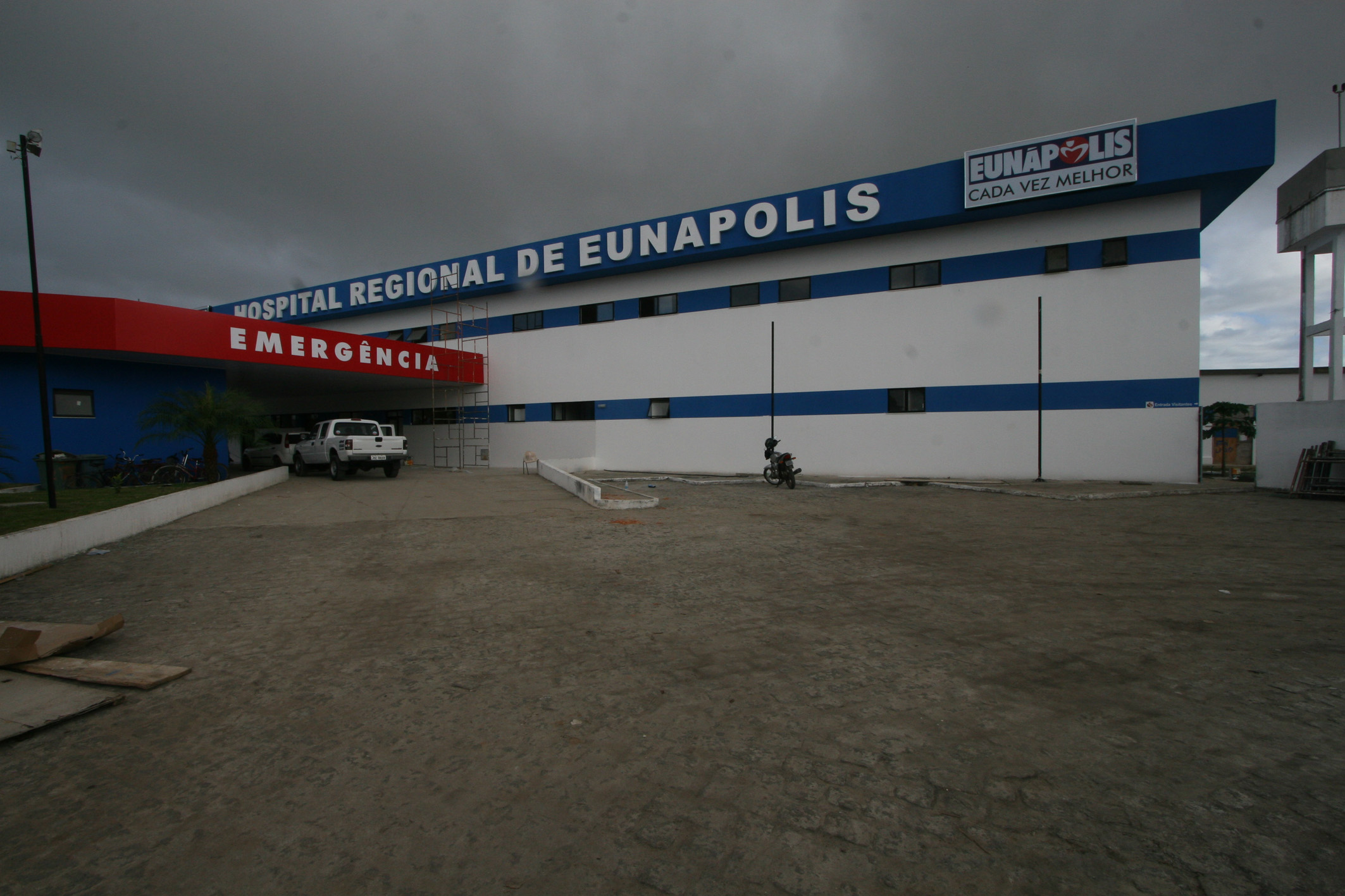
Hospital Regional de Eunápolis

## Política

### Prefeitos de Eunápolis
Esta é a lista dos prefeitos desde a emancipação do município.
| Nº | Nome                             | Partido | Início do mandato    | Fim do mandato         | Observações       |
| 1  | Gediel Sepúlveda Pereira         | PMDB    | 1 de janeiro de 1989 | 31 de dezembro de 1992 | Prefeito eleito   |
| 2  | Feruck Felippe Abrahão           | PMDB    | 1 de janeiro de 1993 | 31 de dezembro de 1996 | Prefeito eleito   |
| 3  | Paulo Ernesto Ribeiro da Silva   | PMDB    | 1 de janeiro de 1997 | 31 de dezembro de 2000 | Prefeito eleito   |
| 4  | Gediel Sepúlveda Pereira         | PL      | 1 de janeiro de 2001 | 31 de dezembro de 2004 | Prefeito eleito   |
| 5  | José Robério Batista de Oliveira | PRTB    | 1 de janeiro de 2005 | 31 de dezembro de 2008 | Prefeito eleito   |
| 5  | José Robério Batista de Oliveira | PRTB    | 1 de janeiro de 2009 | 31 de dezembro de 2012 | Prefeito reeleito |
| 6  | Demétrio Guerrieri Neto          | PRTB    | 1 de janeiro de 2013 | 31 de dezembro de 2016 | Prefeito eleito   |
| 7  | José Robério Batista de Oliveira | PSD     | 1 de janeiro de 2017 | 31 de dezembro de 2020 | Prefeito eleito   |
| 8  | Cordélia Torres de Almeida       | DEM     | 1 de janeiro de 2021 |                        | Prefeita eleita   |

Lista dos presidentes da Câmara Municipal de Vereadores:
- Osvaldo Soares Filho (1989 - 1990)
- Paulo Roberto de Almeida Miranda (1991-1992)
- Miguel Carvalho Souza/Amós Bispo Pereira (1993-1994);[nota 1]
- Emiliano Leal Neto (1995-1996);
- Valdomiro Antônio Duarte (1997-1998);
- Licindo Antunes Correia (1999-2000);
- Amós Bispo Pereira (2001-2002);
- Osvaldo Soares Filho (2003-2004);
- Claudionor Nunes do Nascimento - PDT (2005-2006);
- Vasco da Costa Queiroz - PP (2007-2008);
- Carmem Lúcia Gerino Maciel - DEM (2009-2010);
- Ubaldo Suzart Gomes - PRTB (2011-2012);
- Osvaldo Pereira dos Santos - PRTB (2013-2014);
- Osvaldo Pereira dos Santos - PSD (2015-2016);
- Paulo Sergio Brasil dos Santos - PSD (2017 - 2018);
- Jorge Maécio Pires Almeida - PP (2019 - 2020);
- Jorge Maécio Pires Almeida - PP (2021 - 2022).